# Reiss (Einheit)
Das Reiss war ein Heumaß im Stubaital und wurde auch als Tasche bezeichnet. 
- 1 Reiss = 4 bis 5 Zentner (Wiener) = 225 bis 280 Kilogramm